# 全南科学大学校
全南科学大学校（チョンナムグァハクだいがっこう、朝鮮語: 전남과학대학교、英語: Chunnam Techno University）は、大韓民国の全羅南道谷城郡に本部を置く私立大学。

## 概要
1990年12月、学校法人の玉果農道塾によって正善実業専門大学として設立された。1994年に全南専門大学へ、1998年全南科学大学へ、2012年に全南科学大学校へ改称。 
2013年10月、韓国の教育部から世界的水準のカレッジ (World Class College)として選定され、韓国130短期大学の中では上位に格付けされている。学科によって2年課程、3年課程、4年課程を持つ。

## 教育体系
- 4年制
  - 看護学科
- 3年制
  - 物理治療科
  - 作業治療科
  - 歯衛生科
  - 幼児教育科
  - 眼鏡光学科
  - 言語治療科
- 2年制
  - 特戦副仕官科
  - 特殊装備科
  - 特殊通信科
  - 海軍通信レーダー科
  - 化学副仕官科
  - ヘリコプター整備科
  - 戦闘副仕官科
  - 跆拳道体育系列
  - ホテルコーヒーカクテル科
  - ホテル調理キムチ発酵科
  - 自動車科
  - 放送モデル科
  - ビューティー美容科
  - 基督敎映像宣教学科
  - ｅスポーツ科
  - ゲーム制作科
  - 生活体育科
  - 花卉園芸科
  - 社会福祉科
  - 地籍土木科
  - ゴルフ・プロキャディ科
  - 音楽科
  - 自治警察科
  - 建築科
  - 代替医学科

## 主な教育プログラム
- 専攻深化過程
- 産業体委託過程

## 関連部署
- 情報電算院
- 図書館
- 就業007センター
- 教授学習支援センター
- 生活教育院
- 学生生活相談所
- 保健診療所
- 学報社
- 障害学生支援センター
- 生涯学習支援センター
- 生涯教育院
- 保育教師教育院
- 地域児童センター
- 学校企業団
- 国際教育院